# Lungani (gmina Voinești)
Lungani – wieś w Rumunii, w okręgu Jassy, w gminie Voinești. W 2011 roku liczyła 658 mieszkańców.